# Ion Iovan
Ion Iovan (n. 9 mai 1937, Găești, Dâmbovița) este un prozator și poet român.

## Notă biografică
S-a născut la 9 mai 1937, în Găești-Dîmbovița, într-o familie de comercianți. A absolvit liceul „Matei Basarab” din Pitești (1955), după care a urmat Facultatea de Drept a Universității București (1957-1961) și Școala de Geologie (1961-1963). A fost încadrat ca prospector geolog, apoi ca funcționar la Arhivele Statului, Centrul de librării și Institutul de Proiectare București; după 1990 a lucrat în cadrul Uniunii Scriitorilor, la revista „Memoria” și Editura Eminescu. Din anul 2000 este consilier editorial pentru carte tipărită și inițiative culturale pe internet.

## Volume publicate
- Dupăamiaza unei clipe, poezie, Editura Cartea Românească, 1976
- Rezervație naturală, poezie, Editura Cartea Românească, 1979
- Comisia specială, roman, Editura Cartea Românească, 1981
- Impromptu, roman, Editura Cartea Românească, 1986
- Ultima iarnă, roman, Editura Cartea Românească, 1991
- Comisia specială, roman, ediția a II-a, Editura Eminescu, 1998
- Mateiu Caragiale. Portretul unui dandy român, eseu biografic, Editura Compania, 2002
- Ultimele însemnări ale lui Mateiu Caragiale, însoțite de un inedit epistolar, precum și indexul ființelor, lucrurilor și întâmplărilor, în prezentarea lui Ion Iovan, Editura Curtea Veche, 2008
- MJC, roman, Editura Polirom, 2015, ISBN 978-9-734-65529-8

## Premii
- Premiul USR la debut pentru Dupăamiaza unei clipe
- Premiul pentru proză al revistei Observator cultural;
- Premiul național  acordat de Ziarul de Iași;
- Premiul special al Uniunii Scriitorilor, pentru Ultimele însemnări ale lui Mateiu Caragiale
- Premiul pentru proză al Academiei Române pentru romanul MJC.